# مانوئل دافارا
مانوئل دافارا (انگلیسی: Manuel Daffara؛ زادهٔ ۲۲ ژوئن ۱۹۸۹) بازیکن فوتبال اهل ایتالیا است.
از باشگاه‌هایی که در آن بازی کرده‌است می‌توان به باشگاه فوتبال بیرامار و باشگاه فوتبال پروجا اشاره کرد.